# Micha Lescot
Micha Lescot (geboren 21. Mai 1974) ist ein französischer Schauspieler.

## Leben und Werk
Mich Lecots Vater war der Comedian Jean Lescot und sein Bruder ist der Theaterautor David Lescot.
Seine Ausbildung machte er ab 1993 im Conservatoire national supérieur d’art dramatique in Paris. Er spielt in Filmen, tritt im Theater auf und ist auch Synchronsprecher. Als Theaterschauspieler spielte er unter anderen unter den Regisseuren Roger Planchon und Luc Bondy, war auf Festivals zu sehen (Festival von Avignon), spielte unter anderem am Théâtre de l’Odéon und Théâtre national de Strasbourg. Für seine Leistungen als Theater-Schauspieler war er mehrfach für verschiedene Kritiker-Preise nominiert.

## Filmografie (Auswahl)
- 1995: Le plus bel âge …
- 1996: Nénette und Boni
- 1998: Toulouse-Lautrec (Lautrec)
- 2002: Vendredi soir
- 2006: Enfermés dehors
- 2006: Je me fais rare
- 2008: Leur morale … et la nôtre
- 2008: Musée haut, musée bas
- 2008: Les inséparables
- 2009: Das verrückte Liebesleben des Simon Eskenazy (La folle histoire d’amour de Simon Eskenazy)
- 2009: L’insurgée
- 2012: Camille – Verliebt nochmal! (Camille redouble)
- 2014: Saint Laurent
- 2014: Maestro
- 2015: Nos futurs
- 2015: Ich wünsche dir ein schönes Leben (Je vous souhaite d’être follement aimée)
- 2015: Arès – Der letzte seiner Art (Arès)
- 2017: Die Frau mit Vergangenheit (La bête curieuse)
- 2017: Le redoutable
- 2017: Morgen und an jedem anderen Tag (Demain et tous les autres jours)
- 2018: Das zweite Leben des Monsieur Alain (Un homme pressé)
- 2018: Vorhang auf für Cyrano (Edmond)
- 2022: Forever Young (Les Amandiers)
- 2022: Der große Zauber (La grande magie)
- 2023: Jeanne du Barry
- 2024: Hors du temps
- 2024: Spectateurs!
- 2024: Why War

## Fernsehen (Auswahl)
- 2011: Auf der Suche nach der verlorenen Zeit – Fernsehfilm in zwei Teilen von Nina Companéez
- 2013: Nicolas Le Floch (eine Folge)
- 2020: Call My Agent! (Dix pour cent, eine Folge)

## Synchronsprecher
- 2012–2013: Gaston Lagaffe in der Zeichentrickserie zum Comic Gaston

## Theater (Auswahl)
- 1995: Hortense a dit: „Je m’en fous!“ von Georges Feydeau, Regisseur Pierre Diot, Les Compagnons de Jeu, Festival Saint-Jean-d’Angély
- 1996: La tour de Nesle von Roger Planchon nach Alexandre Dumas, Regisseur Roger Planchon, Théâtre de Nice, TNP Villeurbanne
- 1996: Le triomphe de l’amour von Marivaux, Regisseur Roger Planchon, TNP Villeurbanne
- 1998: Arcadia von Tom Stoppard, Regisseur Philippe Adrien, Théâtre du Vieux-Colombier
- 1998: Victor ou les enfants au pouvoir von Roger Vitrac, Regisseur Philippe Adrien, Théâtre de la Tempête
- 1999: Casimir et Caroline von Ödön von Horváth, Regisseur Jacques Nichet, Théâtre national de Toulouse, Théâtre national de la Colline
- 1999: Henry V von William Shakespeare, Regisseur Jean-Louis Benoît, Festival d'Avignon
- 2001: Félicie, la provinciale von Marivaux, Regisseur Roger Planchon, TNP Villeurbanne, Comédie de Saint-Étienne
- 2001: Les conspirateurs, Regisseur David Lescot, Théâtre des 50, 1998 et France Culture, 2001
- 2002: Je crois von Emmanuel Bourdieu, Regisseur Denis Podalydès, Maison de la Culture de Bourges, Théâtre de la Bastille
- 2002: L’association von David Lescot (auch Regie), Théâtre de l’Aquarium
- 2003: Soucis de famille von Karl Valentin, Regisseur Gilles Cohen, Théâtre Vidy-Lausanne
- 2005: Célébration von Harold Pinter, Regisseur Roger Planchon, Théâtre du Rond-Point
- 2005: Frère & sœur, Choreographie Mathilde Monnier, Festival d’Avignon
- 2007–2009: La seconde surprise de l’amour von Marivaux, Regisseur Luc Bondy, Théâtre Nanterre-Amandiers u. a.
- 2010: Les chaises von Eugène Ionesco, Regisseur Luc Bondy, Théâtre Nanterre-Amandiers, Théâtre Vidy-Lausanne (2011 Tournee)
- 2012: Le retour von Harold Pinter, Regisseur Luc Bondy, Théâtre de l'Odéon
- 2014: Le Tartuffe von Molière, Regisseur Luc Bondy, Théâtre de l'Odéon
- 2015: Ivanov von Anton Tschechow, Regisseur Luc Bondy, Théâtre de l'Odéon

## Auszeichnungen
- 1998: Auszeichnung als Bester Nachwuchsdarsteller, Syndicat de la de la Critique, für Le tiomphe de l’amour durch das
- 1999: Molière-Nominierung, Bester Nachwuchsdarsteller, für Victor ou les enfants au pouvoir
- 2003: Prix d’interprétation des Festival d’Angers für Histoire naturelle (Kurzfilm von Laurent Perreau)
- 2005: Molière-Nominierung, Bester Nachwuchsdarsteller, für Musée haut, musée bas
- 2007: Prix Raimu de la comédie für Jusqu’à ce que la mort nous sépare
- 2011: Molière-Nominierung, Bester Hauptdarsteller, für Les chaises
- 2011: Prix du meilleur comédien du Syndicat de la critique für Les chaises
- 2015: Molière-Nominierung, Bester Hauptdarsteller, für Ivanov
- 2015: Auszeichnung als Bester Darsteller, Syndicat de la critique, für Ivanov